# ウォルター・オズボーン
ウォルター・オズボーン（Walter Frederick Osborne、1859年6月17日 - 1903年4月24日）はアイルランドの画家である。印象派、ポスト印象派の影響も受けた画家で、風景画や人物画を描いた。、

## 略歴
ダブリンで生まれた。 父親は動物画家のウィリアム・オズボーンで、父親から絵画を学んだ。 ダブリンの王立ハイバーニアン・アカデミーの美術学校でも学んだ。1881年にアイルランドの若手画家に贈られるテイラー賞(Taylor Prize)を受賞し、1881年にベルギーのアントウェルペンの王立美術アカデミーに留学した。

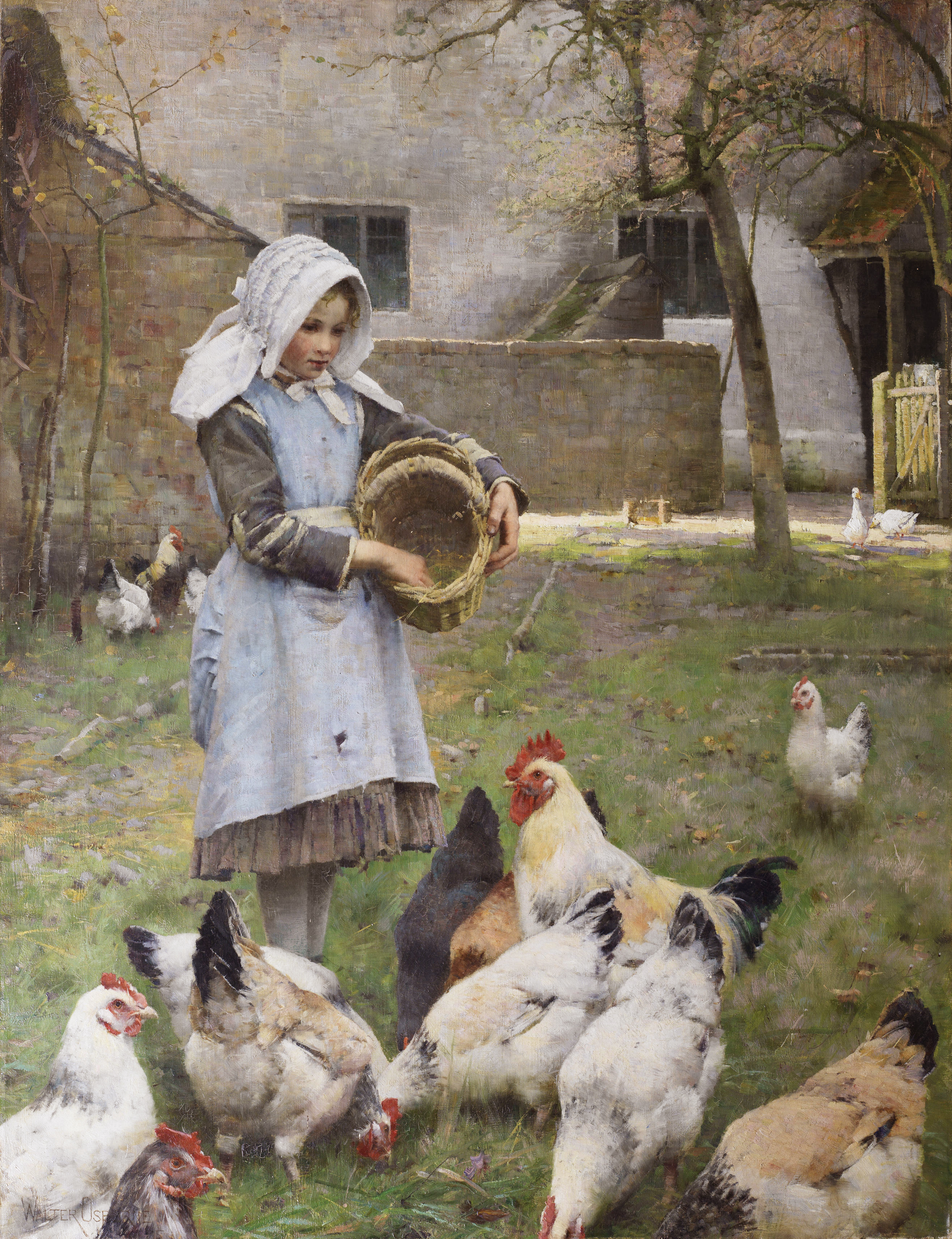
「鶏の給餌」 (1885)

1881年から1883年の間、アイルランド出身の画家たち、ロドリック・オコナー(1860-1940) 、ナサニエル・ヒル(Nathaniel Hill:1861–1934)、ジョセフ・カバナ(Joseph Malachy Kavanagh:1856-1916)らとともに学び、その後フランスのブルターニュに移り、「ポン＝タヴァン派」と呼ばれることになる多くの画家が活動したポン＝タヴァンで、風景や農民たちの生活を描いた。
1884年頃に、イギリスに移り、イギリスの田舎の人々や風景を描いた。1886年にアイルランドの王立ハイバーニアン・アカデミーの正会員に選ばれた。1892年頃までにアイルランドに戻り、ダブリンの人々の生活を描き、ダブリンの美術学校で教えた。
肺炎で43歳で死去した。

## 作品

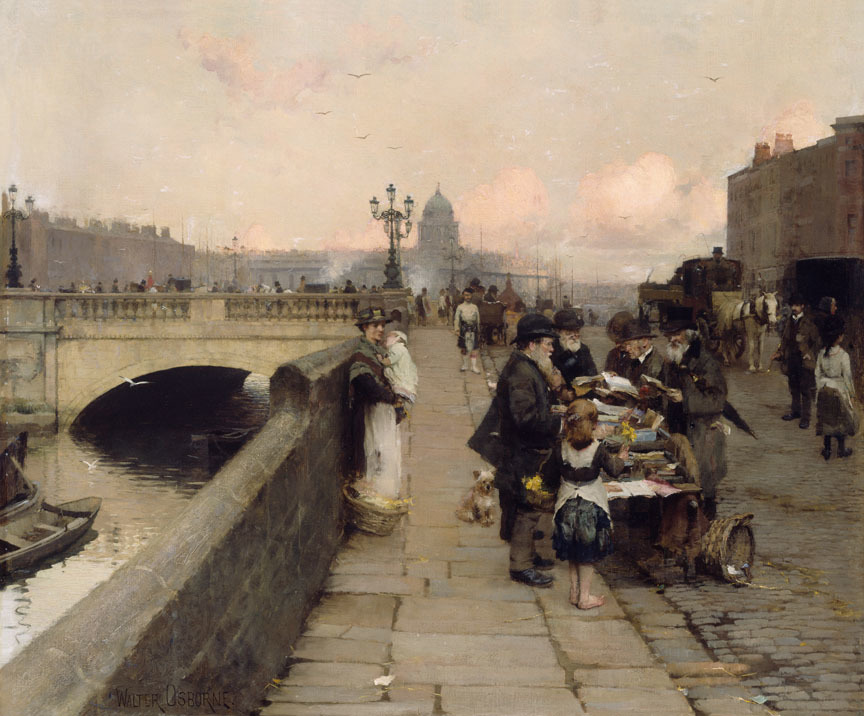
ダブリンの通りの本売り (1889)
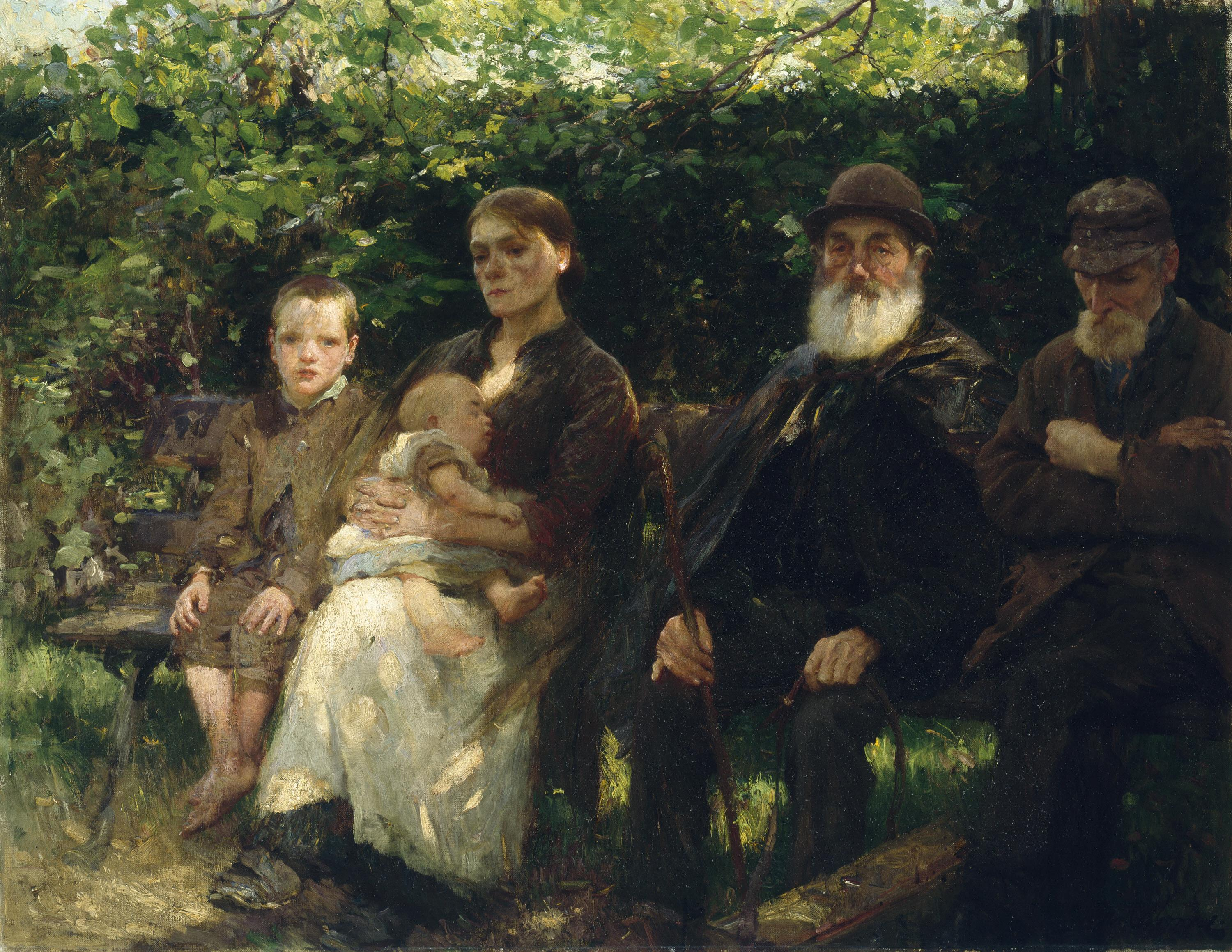
あるダブリンの公園、光と影（1895）
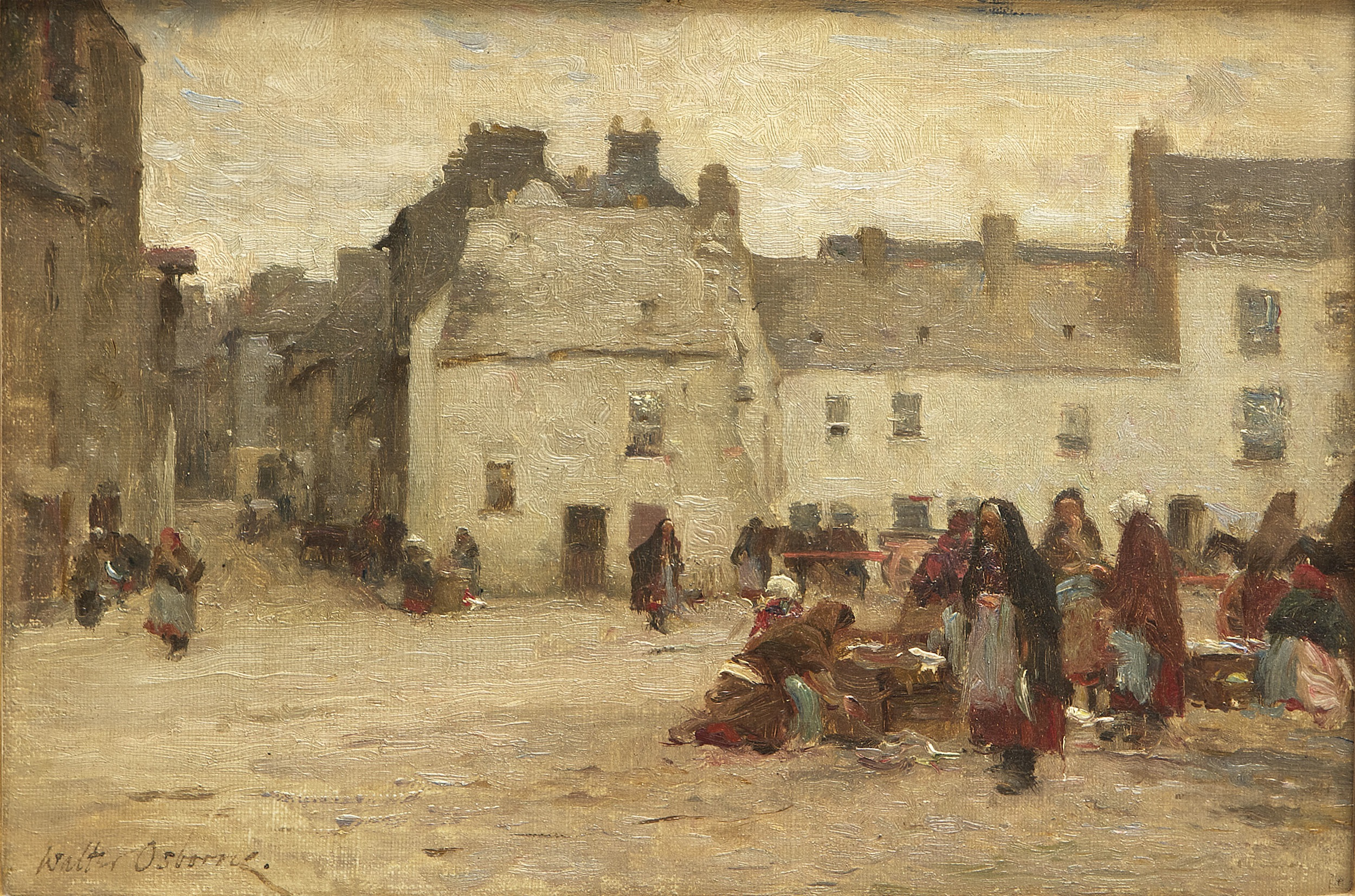
ゴールウェイの市場
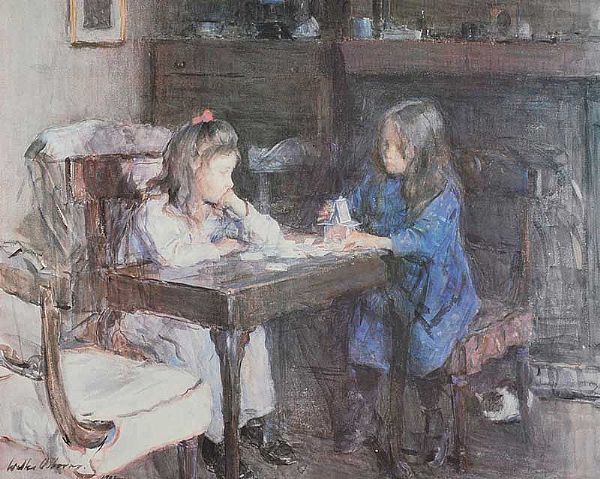
カード遊び
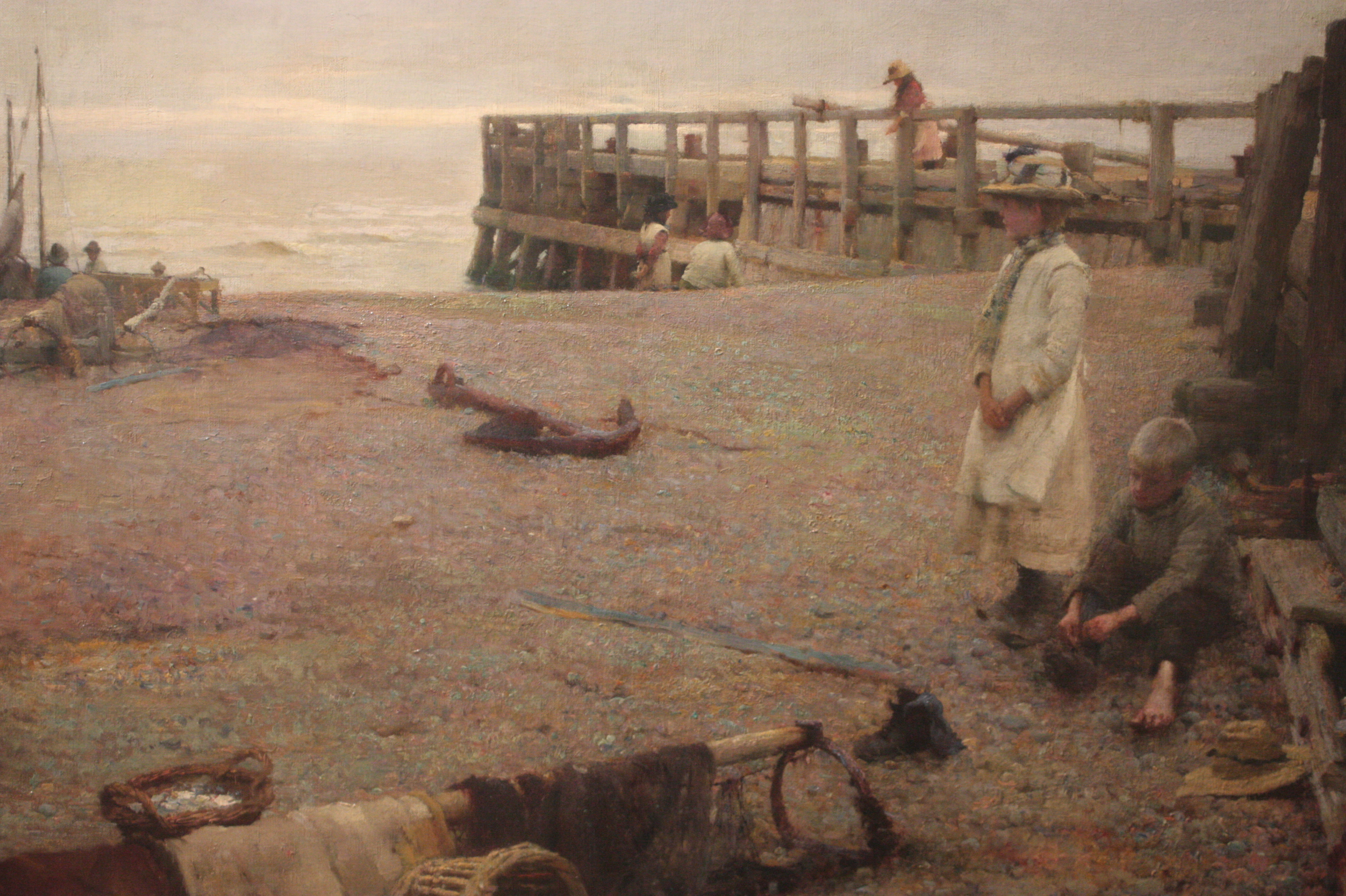
10月の朝（1885）
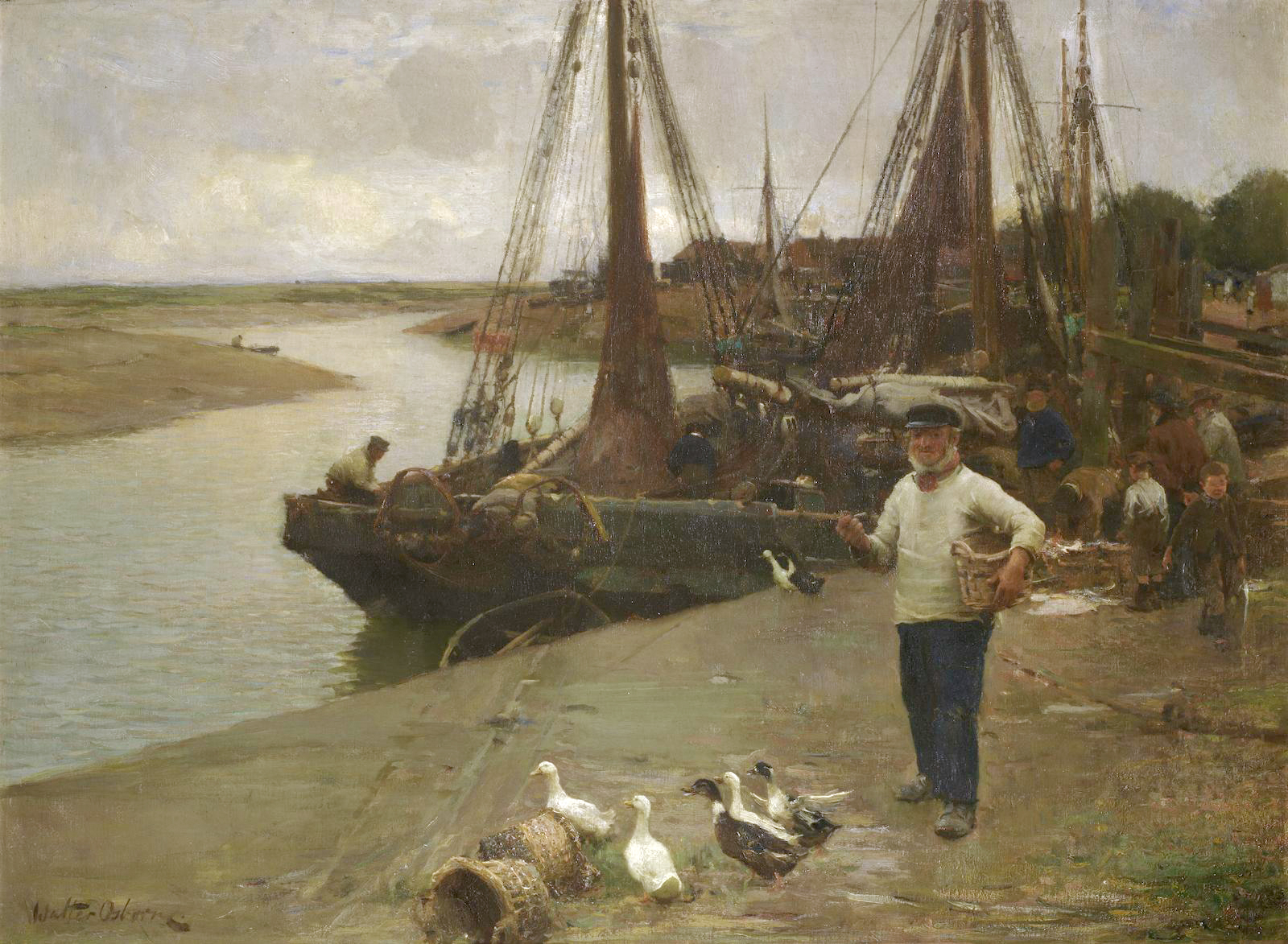
ボートがやって来た時
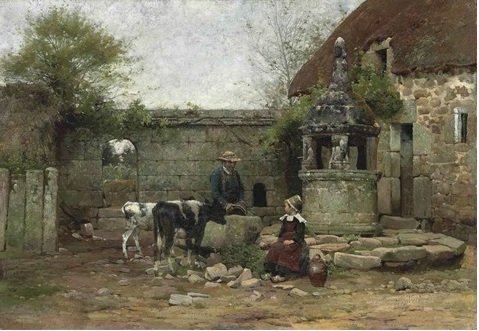
ブルターニュの農家の庭での曇りの朝（1884以前）
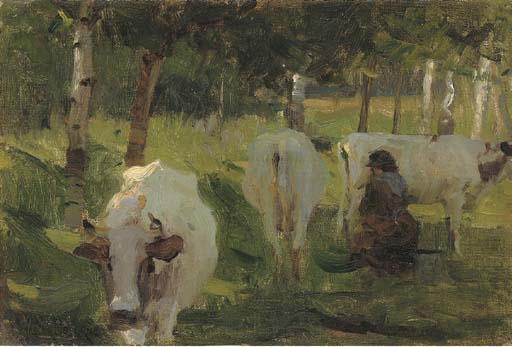
乳搾りの時間
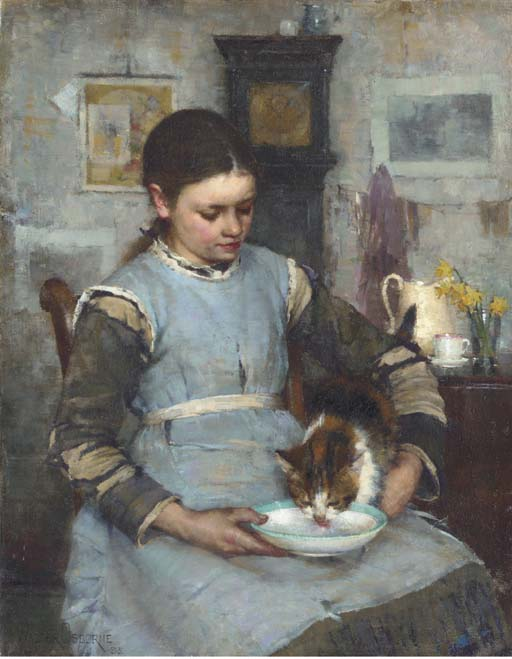
新しい来訪者（1885）
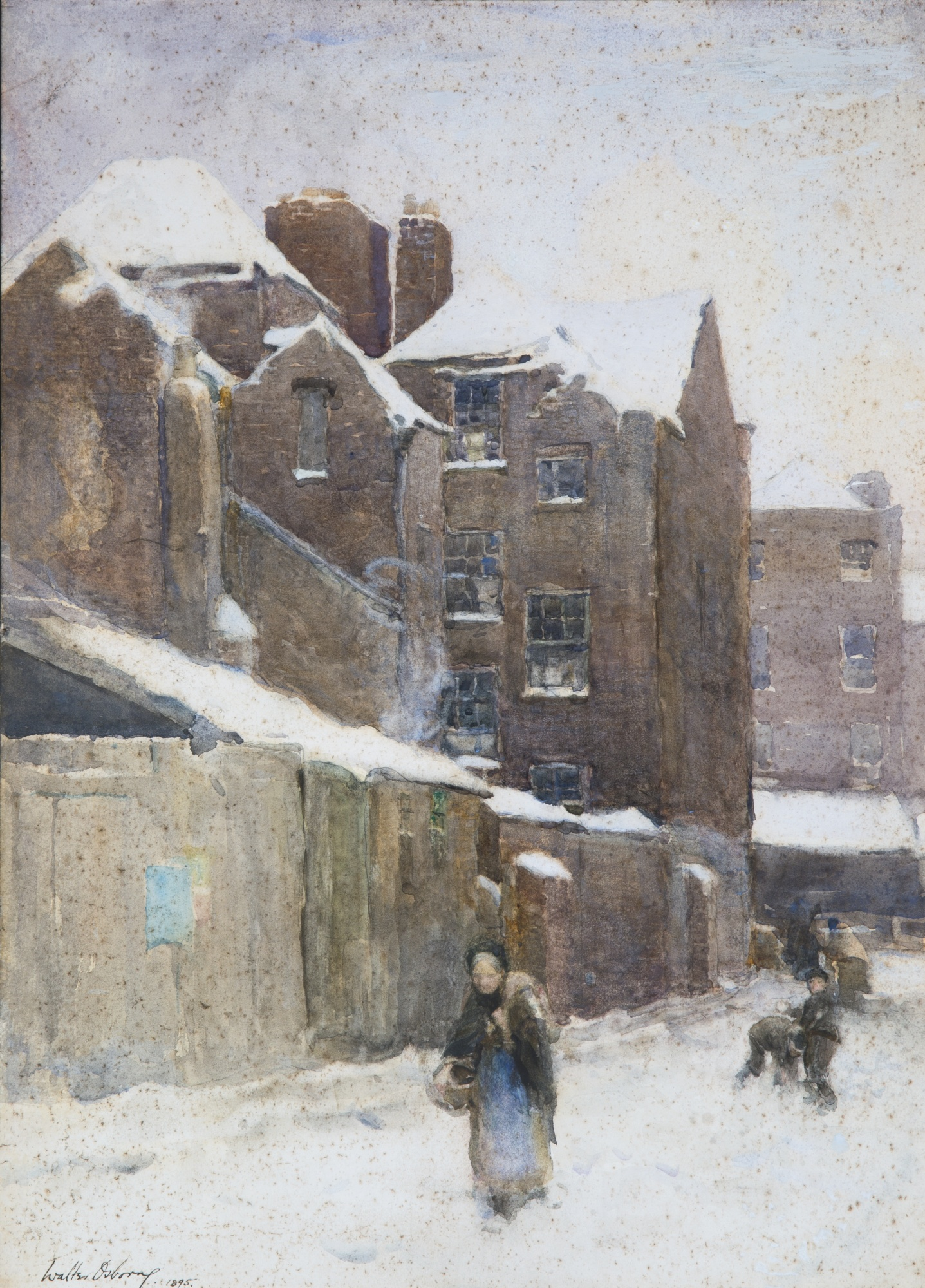
雪の裏通り（1895）
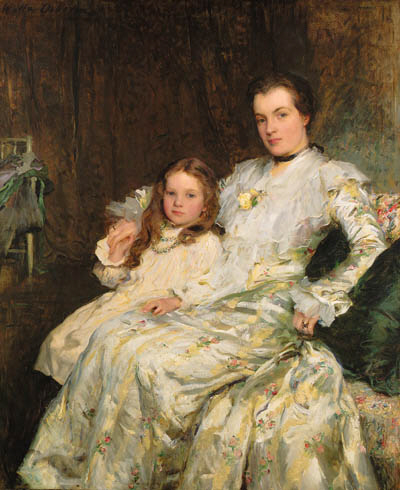
チャドウィック・ヒーリーとその娘の肖像（1901）
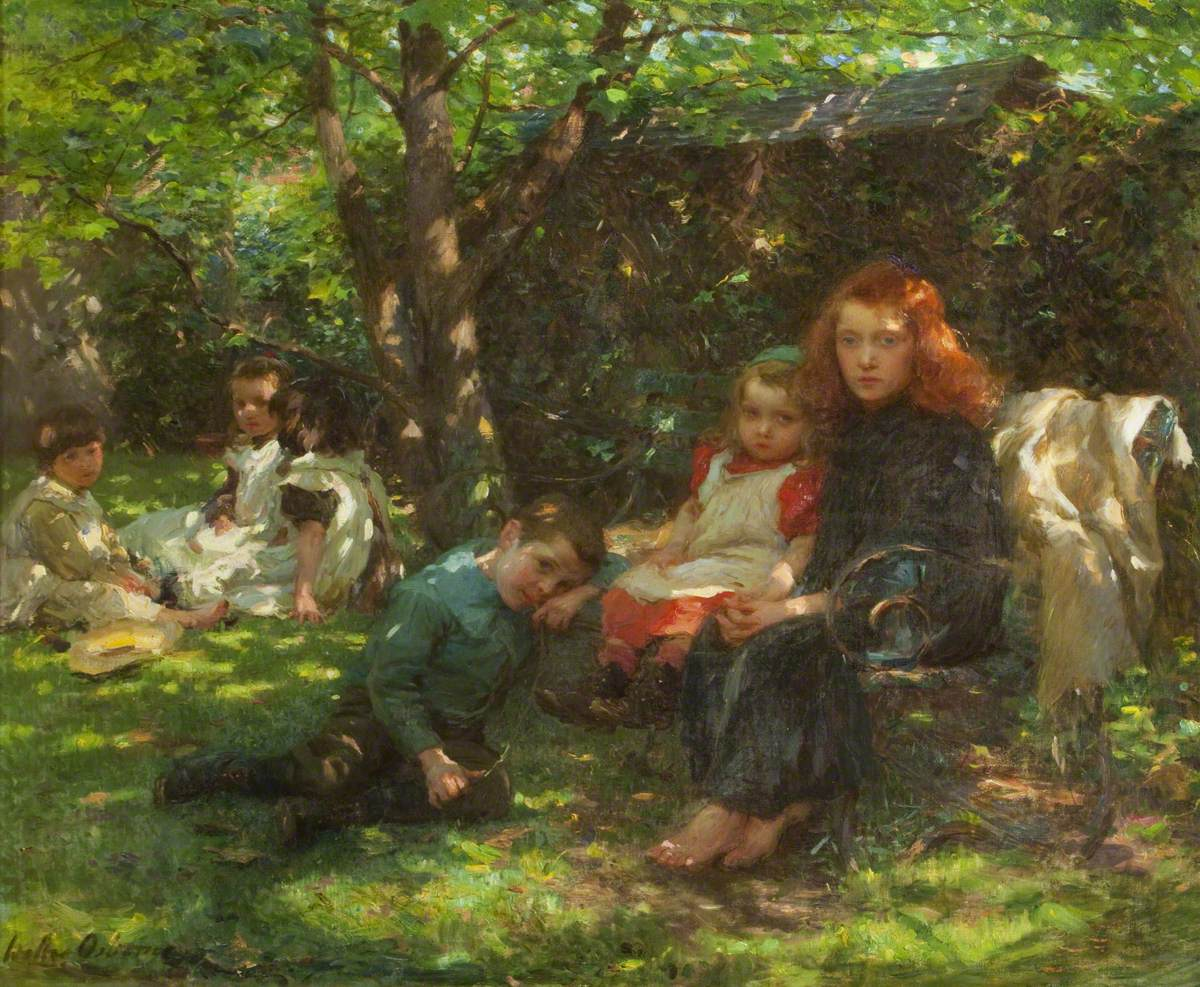
サマータイム（1901）